# سامانثا جيد
سامانثا جيد جيبس (بالإنجليزية: Samantha Jade)‏ (من مواليد 18 أبريل 1987) مغنية، كاتب اغاني، ممثلة وعارضة أزياء أسترالية من برث، حائزة على جائزة أريا الموسيقية.

## روابط خارجية
- الموقع الرسمي
- سامانثا جيد على موقع IMDb (الإنجليزية)
- سامانثا جيد على موقع ميوزك برينز (الإنجليزية)
- سامانثا جيد على موقع أول موفي (الإنجليزية)
- سامانثا جيد على موقع أول ميوزيك (الإنجليزية)
- سامانثا جيد على موقع ديسكوغز (الإنجليزية)
- سامانثا جيد على موقع قاعدة بيانات الفيلم (الإنجليزية)
- سامانثا جيد على موقع كينوبويسك (الروسية)